# El supersabio
Pour plus de détails, voir Fiche technique et Distribution.
El supersabio est un film mexicain réalisé par Miguel M. Delgado, sorti en 1948.

## Fiche technique
- Titre : El supersabio
- Titre anglophone (États-Unis) : The Super Scientist
- Réalisation :	Miguel M. Delgado
- Assistant-réalisateur : Moisés Delgado
- Scénario :  Jean Bernard-Luc, Alex Joffé, Íñigo de Martino, Jaime Salvador
- Photographie : Raúl Martínez Solares (es)
- Cadreur : Manuel Gómez Urquiza
- Montage : Jorge Bustos
- Musique : Gonzalo Curiel (es)
- Direction artistique : Gunther Gerzso
- Décors :
- Costumes : Henri de Chatillon
- Son : James L. Fields
- Maquillage : Elda Loza
- Producteurs : Jacques Gelman, Santiago Reachi
- Directeur de production : José Luis Busto
- Société de production :  Posa Films
- Société de distribution :
- Pays d'origine :  Mexique
- Langue de tournage : Espagnol
- Format : Noir et blanc — 35 mm — 1,37:1 — Son : Mono
- Genre : Comédie, Film de science-fiction
- Durée : 103 minutes (1 h 43)
- Dates de sortie :
  - Mexique : 4 septembre 1948
  - Portugal : 7 avril 1951

## Distribution
- Cantinflas : Cantinflas
- Perla Aguiar (es) : Marisa Miranda
- Carlos Martínez Baena : Professeur Arquímedes Monteagudo
- Alejandro Cobo (es) : Octavio
- Aurora Walker (es) : Angélica Montes
- Aurora Walker (es)
Alfredo Varela Jr. (es) : Pepe Montes
- José Pidal : Docteur Inocencio Violante
- Eduardo Casado : le président du directoire de la compagnie pétrolière
- Francisco Jambrina (es)
- Pepe Martínez : Lic. Remigio Paredes
- Felipe Montoya : Señor Humberto Moya
- Rafael Icardo : Agustín Montes
- Carmen Novelty : la fille d'Angélica Montes
- Armando Arriola :  l'assistante d'El Rosca
- Jorge Treviño : El Rosca
- José Ortiz de Zárate : Juez
- Julio Ahuet : le détective (non crédité)
- Julio Daneri : un membre du directoire de la compagnie pétrolière (non crédité)
- Julián de Meriche : le dirigeant pétrolier italien (non crédité)
- Lupe del Castillo : Portera (non crédité)
- Pedro Elviro : le greffier de la Cour (non crédité)
- Edmundo Espino : Docteur (non crédité)
- Enrique García Álvarez : le directeur (non crédité)
- Leonor Gómez : la femme dans la tourbe (non crédité)
- Miguel Manzano : un reporter (non crédité)
- Paco Martínez : un professeur (non crédité)
- Héctor Mateos : un membre du directoire de la compagnie pétrolière (non crédité)
- Kika Meyer : un spectateur au tribunal (non crédité)
- José Muñoz : un plombier (non crédité)
- Roberto Y. Palacios : un plombier (non crédité)
- Manuel Noriega :  un professeur (non crédité)
- José Pardavé : un photographe (non crédité)
- Remigio Paredes : un invité (non crédité)
- Luis Manuel Pelayo : un reporter (non crédité)
- Ignacio Peón : un membre du jury (non crédité)
- Francisco Reiguera : Professeur Peralta (non crédité)
- Humberto Rodríguez : Velador (non crédité)

## Crédit d'auteurs
- (es) Cet article est partiellement ou en totalité issu de l’article de Wikipédia en espagnol intitulé « El supersabio » (voir la liste des auteurs).